# Casa Garí
La casa Garí y la finca que la rodea fueron proyectadas por Josep Puig i Cadafalch y se construyó entre 1898 y 1900 en Argentona, provincia de Barcelona, España.

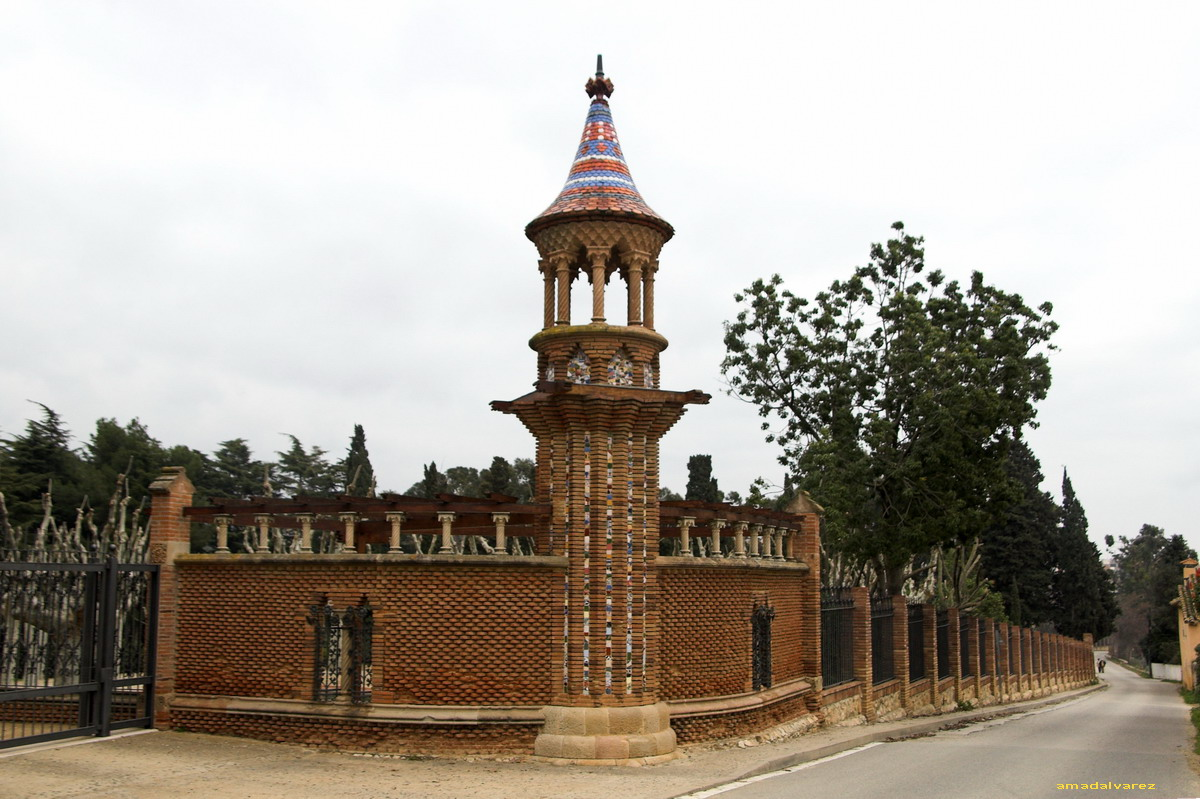
Valla de la puerta del acceso principal.

La propiedad es un magnífico conjunto que incluye una gran casa, que en realidad es más un palacio que una casa, con un gran número de dependencias suntuosas con el añadido de un pequeño teatro, unos jardines espléndidos, una capilla neorrománica y el conjunto de las vallas que ya por sí solas son una obra de arte. La casa se construyó en el emplazamiento de una antigua masía propiedad del financiero Josep Garí, de quien lleva el nombre.
El conjunto ha sido recientemente restaurado y se puede contemplar actualmente como una de las más espléndidas casas modernistas del Maresme. El estilo de las casas dentro de la propiedad (excepto una masía que ha conservado su estilo tradicional) corresponde al primero de los tres períodos del arquitecto Puig i Cadafalch (el periodo rosa), según la clasificación dada por Cirici Pellicer. La casa es de propiedad privada y no se puede visitar el interior.
Fuera de la finca, y actualmente separado por la autopista, está la Torre del Cros, una torre de agua para la finca, también obra de Puig i Cadafalch. Actualmente ha quedado en medio de una zona industrial que lleva su nombre.